# Viaduc Talangaï-Kintélé
Le viaduc Talangaï-Kintélé encore appelé Corniche nord, est un viaduc long de 6 865 m situé au nord de Brazzaville. Il est l'une des premières voies de communication moderne en République du Congo et a été inauguré le 30 août 2015 par Denis Sassou N'Guesso. L'ouvrage constitue la troisième sortie nord de la ville puis relie l'arrondissement six Talangaï au quartier annexe de Kintélé,.

## Construction

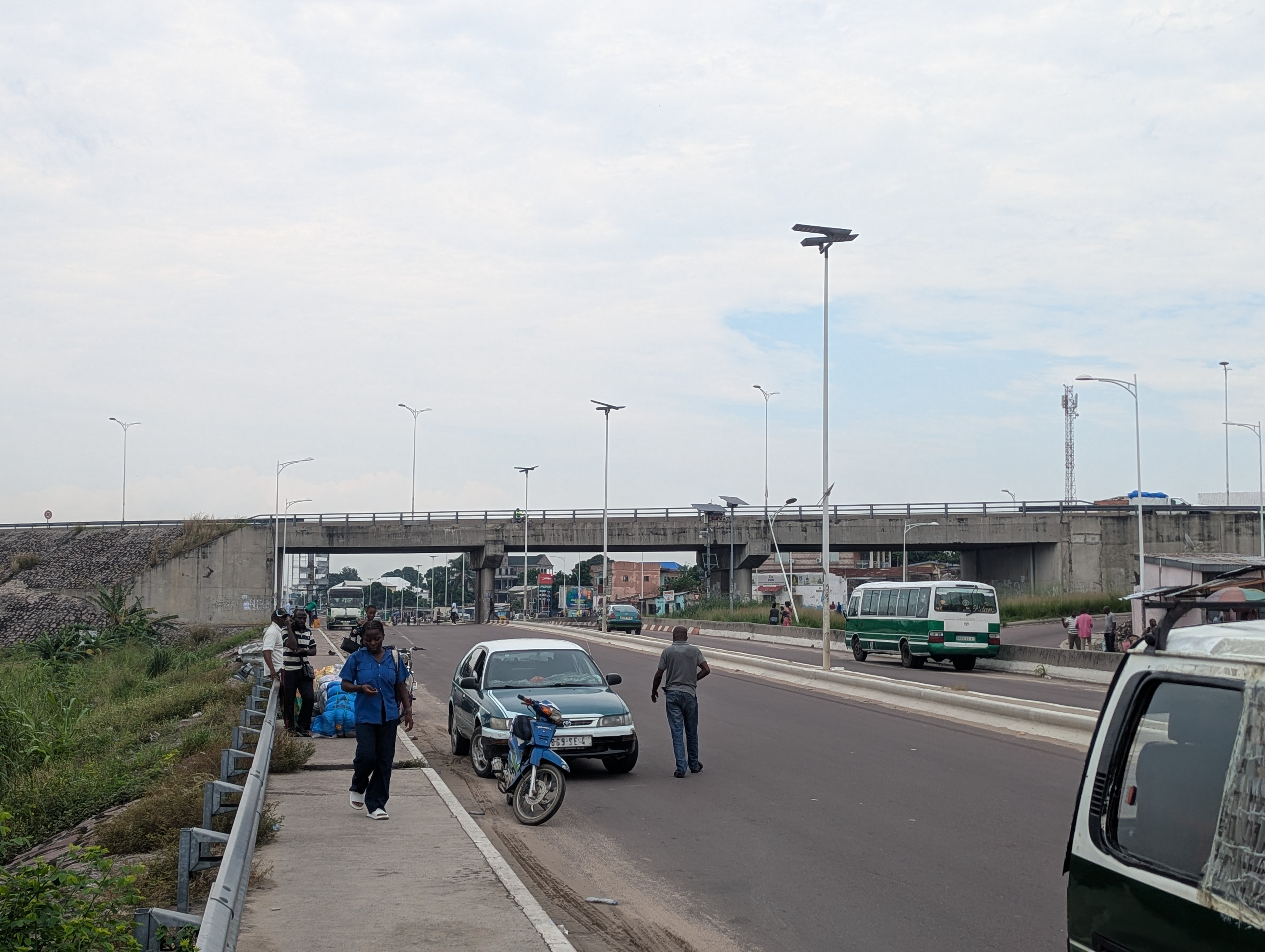
Viaduc Talangaï

Situé dans le lit majeur du fleuve-Congo, ce viaduc a été construit par la société chinoise China Road & Bridge Corporation, nécessitant ainsi l'intervention de 1 000 ouvriers congolais, 510 ouvriers chinois et 20 experts internationaux. Les travaux ont commencé en mars 2014 pour un montant de 103 milliards 345 millions de FCFA. Toutes les analyses et contrôles furent assurés par la société Egis International,.